# Polityka przemysłowa
Polityka przemysłowa – rodzaj polityki mikroekonomicznej, obejmujący całokształt środków i działań państwa mających na celu:
- zwiększanie zdolności konkurencyjnej przemysłu na rynkach zagranicznych
- stymulowanie zmian strukturalnych w przemyśle
- poprawę efektywności wykorzystania zasobów przez właściwą ich alokację
- pobudzanie aktywności innowacyjnej w przemyśle.

Jej realizacja pozwala na osiąganie korzyści efektywnościowych, jakie z jednej strony mogą być wynikiem przesuwania zasobów do dziedzin o wyższej produktywności, z drugiej zaś na ograniczanie kosztów dostosowań strukturalnych przez pomoc w rozwiązywaniu problemów gałęzi zagrożonych upadkiem i łagodzeniu skutków społecznych z tym związanych.

## Rodzaje polityki przemysłowej
Praktyka polityki przemysłowej pokazuje, że obecnie na świecie realizowana jest:
- polityka przemysłowa oparta na preferencjach strukturalnych, nazywana sektorową (selektywną, interwencjonistyczną)
- polityka przemysłowa polegająca na promowaniu rozwoju przemysłu przy pomocy środków polityki makroekonomicznej, nazywana polityką ogólną (liberalną).

Sektorowa polityka przemysłowa promuje lub wspiera wybrane gałęzie przemysłu czy też przedsiębiorstwa. Jej istotę stanowi zróżnicowanie podejście do rozwoju poszczególnych branż i zastosowaniu określonych preferencji rozwojowych. Podstawę teoretyczną takiego podejścia daje
koncepcja targetingu. Sektorowa polityka przemysłowa wymaga różnicowania przez władze gospodarcze poszczególnych gałęzi przemysłu, w wyniku określonego wartościowania (często od wpływem
silnych grup nacisku) pociąga za sobą redystrybucję dochodów i deformacje cenowe, co odróżnia ją od czysto rynkowego mechanizmu selekcji dziedzin produkcji.
Polityka przemysłowa o charakterze ogólnym nie wpływa bezpośrednio na strukturę rzeczową produkcji przemysłowej, nie musi też prowadzić do zniekształcania szeroko pojętych cen. Dotyczy to w szczególności sytuacji, w których uruchamiane są takie instrumenty, jak np. niefinansowe wspieranie small biznesu, promocja za granicą krajowych produktów lub też kiedy państwo inwestuje w infrastrukturę techniczną o uniwersalnym zastosowaniu czy wspiera logistycznie restrukturyzację przedsiębiorstw bez względu na ich przynależność branżową.

## Polityka przemysłowa na przestrzeni dziesięcioleci
Pod wpływem zmieniających się zewnętrznych i wewnętrznych uwarunkowań rozwoju przemysłu zmieniały się cele, a wraz z nimi formy i narzędzia polityki przemysłowej.
W okresie powojennej rekonstrukcji polityka przemysłowa dążyła do rozwoju przemysłów podstawowych, zapewniających podaż brakujących surowców, podejmowała działania mające na celu doprowadzenia do poprawy jakości życia, starała się stworzyć system zachęt proeksportowych. Przyjmowano założenie, że w warunkach wysokiego tempa wzrostu, promocja przemysłu przez korzyści skali zapewni wzrost efektywności i postęp techniczny, tworząc wystarczające impulsy do efektywnej alokacji zasobów, kształtując struktury przemysłowe dostosowane do wymogów konkurencji.
W latach siedemdziesiątych (wraz z postępem technicznym, obniżeniem pozycji konkurencyjnej przemysłów tradycyjnych i pojawieniem się nowych warunków funkcjonowania gospodarki światowej po pierwszym
szoku naftowym i zmianą sytuacji na rynkach międzynarodowych) celem polityki przemysłowej stało się wspieranie gałęzi schyłkowych oraz ochrona wybranych sektorów przed konkurencją zewnętrzną.
Realizowana od początku lat osiemdziesiątych polityka przemysłowa miała charakter defensywny, a podejmowane w jej ramach działania miały chronić krajowe przemysły przed skutkami recesji i konkurencją zewnętrzną. Polityka ta opierała się na silnym sektorze publicznym i szerokim zakresie uprawnień regulacyjnych każdego państwa, co w połączeniu z intensywnym subwencjonowaniem i ochroną produkcji krajowej doprowadziło do ukształtowania nieracjonalnej struktury alokacji zasobów i osłabienia przedsiębiorczości sektora prywatnego. Stąd fala prywatyzacji, która stała się cechą charakterystyczną polityki przemysłowej drugiej dekady lat osiemdziesiątych.
W latach dziewięćdziesiątych politykę przemysłową zaczynają charakteryzować działania ofensywne, ukierunkowane na czynnikowo-produktową restrukturyzację przemysłu, obejmujące wycofywanie się z produkcji nieefektywnej i promowanie przemysłów nowoczesnych, wywierających korzystny wpływ na całość procesów gospodarczych (procesy oszczędzające zużycie energii i surowców, chroniące środowisko naturalne), racjonalizujących produkcję przemysłową oraz poprawiających pozycję konkurencyjną przemysłu na rynkach międzynarodowych.

## Polityka przemysłowa dziś
Współczesna polityka przemysłowa zaczyna stopniowo odchodzić od polityki targetingu do polityki ogólnego porządku rynkowego. Wynika to z nowych uwarunkowań funkcjonowania przemysłu, które stają się coraz trudniejsze z uwagi na intensywność konkurencji na rynkach międzynarodowych, towarzyszącą globalizacji rynków, sektorów i firm, liberalizacji handlu i transferu czynników produkcji oraz rozwojowi nowoczesnych technologii. Trudniejsze środowisko ekonomiczne stwarza zapotrzebowania na działania przemysłowe, wzmacniające w szczególności konkurencyjność przemysłową. Prowadzi to do spadku znaczenia polityki tradycyjnej, ukierunkowanej na ochronę lub pobudzanie wybranych gałęzi czy branż i wzrostu znaczenia polityk ogólnych, mających na celu kształtowanie konkurencyjnego środowiska i oddziaływanie na warunki, w jakich funkcjonują podmioty gospodarcze i różne sektory przemysłowe. Nowe strategie przemysłowe zakładają wzmocnienie roli rynku i mechanizmów konkurencji, odgrywających autoregulacyjną funkcję alokacyjną i osłabienie funkcji państwa jako regulatora życia gospodarczego.

## Poglądy na politykę przemysłową
Poglądy na politykę przemysłową ulegały zmianom. Kontrowersje budziła nie tylko zasadność realizowania polityki przemysłowej, ale także jej zakres i metody. Obecnie nie kwestionuje się samej potrzeby, natomiast podzielone są opinie co do charakteru polityki przemysłowej i jej narzędzi. O ile nie budzi wątpliwości polityka przemysłowa realizowana za pomocą środków polityki ogólnej, to w kwestii polityki sektorowej poglądy są podzielone.
Zwolennicy tej polityki uważają, iż realizacja takich celów, jak promocja przemysłu i wzmocnienie jego konkurencyjności wymaga unowocześniania struktury przemysłowej. To zaś oznacza potrzebę ograniczania pola i dokonywania wyboru dziedzin, które należy wspierać oraz tych, z których należy się wycofywać. Popieranie wszystkich przemysłów nie ma więc uzasadnienie, gdyż wymagałoby zbyt wielu środków, które ulegałyby rozproszeniu. Potrzebę realizowania sektorowej polityki przemysłowej widzi się także wobec doświadczeń i ciężarów transformacji systemowej w gospodarkach dawnego socjalizmu.
Przeciwnicy sugerują, iż same mechanizmy rynkowe oraz polityka makroekonomiczna są wystarczające dla kształtowania przemian strukturalnych i adaptacyjnych przemysłu. Uważają, iż takie sztuczne pobudzanie przemysłu może obniżać sprawność całej gospodarki. Stąd też postulat traktowania wszystkich przemysłów i podmiotów gospodarczych tak samo, według zasady equal footing. Co więcej, prowadzenie aktywnej polityki przemysłowej jest związane z podejmowaniem decyzji strukturalnych i dokonywaniem wyborów, które często są wynikiem arbitralnych decyzji, a sam proces podejmowania decyzji nie zawsze ma wystarczające podstawy informacyjne. Dlatego zasadność dokonywania wyborów przez państwo jest szeroko kwestionowana.
Mimo występowania licznych rozbieżności w poglądach, większość krajów realizuje, w mniejszym lub większym zakresie, politykę przemysłową w jej wymiarze sektorowym. Z uwagi na potencjalne zagrożenia następuje przesunięcie w filozofii i praktyce tej polityki od interwencji sektorowych w kierunku działań ogólnych, umożliwiających poprawę efektywności i wspierających konkurencyjność gospodarki.

## Kryteria ingerencji w kształtowanie struktury przemysłu
Zasadniczym problemem, jaki związany jest z polityką przemysłową, jest wybór gałęzi przemysłu, branż, produktów i rodzajów działalności, które zasługują na specjalne poparcie lub specjalna ochronę. Do pewnego stopnia wskazówką może być przewaga wynikająca z kosztów komparatywnych oraz specjalizacja wynikająca z określonej struktury czynników produkcji i zasobów naturalnych kraju.
W literaturze ekonomicznej można spotkać różne kryteria wyboru gałęzi przemysłu, które zasługują na poparcie ze strony rządów prowadzących aktywną politykę przemysłową. Zwykle uważa się, że należy popierać:
1. Gałęzie osiągające dużą wartość dodaną na jednego zatrudnionego – popieranie ich prowadzi do dynamizacji przyrostu wartości dodanej w skali całego przemysłu, a w ostatecznym wyniku do szybkiego powiększania dochodu narodowego. Istnieją jednakże opinie przeciwstawne – niektórzy uważają, że wysoka wartość dodana przypadająca na jednego zatrudnionego odzwierciedla wysokie nakłady w tych właśnie gałęziach i jest rekompensatą za wysokie koszty kapitału lub wykształcenia pracowników. Ponadto, istnieją też opinie, że przesuwanie kapitału z dziedzin o niskiej do dziedzin o wysokiej wartości dodanej może prowadzić do obniżenia się zatrudnienia, a także produkcji.
2. Gałęzie będące podporą rozwoju innych gałęzi przemysłu (czyli te, które dostarczają środków produkcji). Popieranie gałęzi wytwarzających produkty pośrednie prowadzi do obniżenia ich cen, a to z kolei przyczynia się do rozwoju innych gałęzi. Zwolennicy tej opcji podają jako przykład Japonię, gdzie subsydiowanie przemysłu stalowego przyczyniło się do rozwoju przemysłu stoczniowego i samochodowego. Istnieją też opinie przeciwstawne – że jedynie w razie niedoskonałości rynku są podstawy do promowania produkcji gałęzi podstawowych.
3. Gałęzie o potencjalnych rezerwach przyszłego rozwoju – mogące rozwijać się bardzo dynamicznie w przyszłości. Przeciwnicy tego stanowiska uważają jednak, że w warunkach prawidłowego funkcjonowania rynków ingerencja państwa jest zbyteczna, bo jeśli wiadomo, w której gałęzi nastąpi szybki rozwój, to zarówno kapitał, jak i praca przepływają tam bez specjalnej zachęty.
4. Gałęzie wymagające osłony z tego względu, że inne kraje gwarantują tym gałęziom u siebie poparcie, subsydiując ich produkcję.
5. Gałęzie przemysłu o wysokiej technologii.
6. Gałęzie ważne dla bezpieczeństwa kraju

Nie istnieją niestety uniwersalne zestawy kryteriów ekonomicznych, które określałyby szanse uzyskania sukcesu w dziedzinie przemysłu przez poszczególne kraje. W odniesieniu do krajów słabo rozwiniętych jest to nieco łatwiejsze, ponieważ mogą one korzystać z doświadczenia innych krajów. Nie oznacza to jednak, że tak tworzona struktura przemysłu zawsze zapewni sukces.

## Instrumenty polityki przemysłowej
Instrumenty polityki przemysłowej są liczne. Wybór ich musi być dokonywany ze świadomością ich zalet i wad oraz obszaru oddziaływania. Do najbardziej typowych zalicza się: ulgi podatkowe, subwencje, kredyty, pożyczki, gwarancje, przyspieszoną amortyzację, cła, kontyngenty, standaryzację.
Instrumenty realizacji polityki przemysłowej można podzielić na grupy:
- finansowanie i współfinansowanie: badań, kształcenia kadr i szkolenia zawodowego, rozwoju regionalnego, infrastruktury, ochrony środowiska, a także subwencje dla podupadających przedsiębiorstw i gałęzi
- procedury antydumpingowe i antysubwencyjne
- programy rozwoju przemysłu (krajowe, restrukturyzacji gałęziowej i regionalnej przemysłu, transferu technologii)
- doradztwo
- standardy i normy techniczne
- promowanie przekształceń organizacyjnych przedsiębiorstw (prywatyzacja)
- zamówienia publiczne
- systemy podatkowe poszczególnych krajów

## Główne cele polityki przemysłowej UE
Do głównych celów polityki przemysłowej Unii Europejskiej należy wspieranie postępu naukowo-technicznego, który decyduje o konkurencyjności wyrobów wspólnotowych, wspieranie rozwoju tzw. przemysłów strategicznych tj.: tych, które zapewniają utrzymanie na światowych rynkach udziału produkcji nowych generacji wyrobów, opartych na nowoczesnych technologiach, ważnych dla obronności oraz prestiżowych przemysłów np. informatyka, biotechnologie, badania i technologie kosmiczne, przemysł lotniczy, energia atomowa. Kolejnym celem jest restrukturyzacja przemysłów tradycyjnych (wydobywczego, energetycznego, hutniczego, tekstylnego) oraz pobudzanie i restrukturyzacja przemysłu w regionach opóźnionych w rozwoju o zanikającej produkcji przemysłów "schyłkowych" oraz o wzrastających tendencjach do strukturalnego bezrobocia, wymagających szybkiej poprawy stanu środowiska naturalnego.